# علامت پیروزی

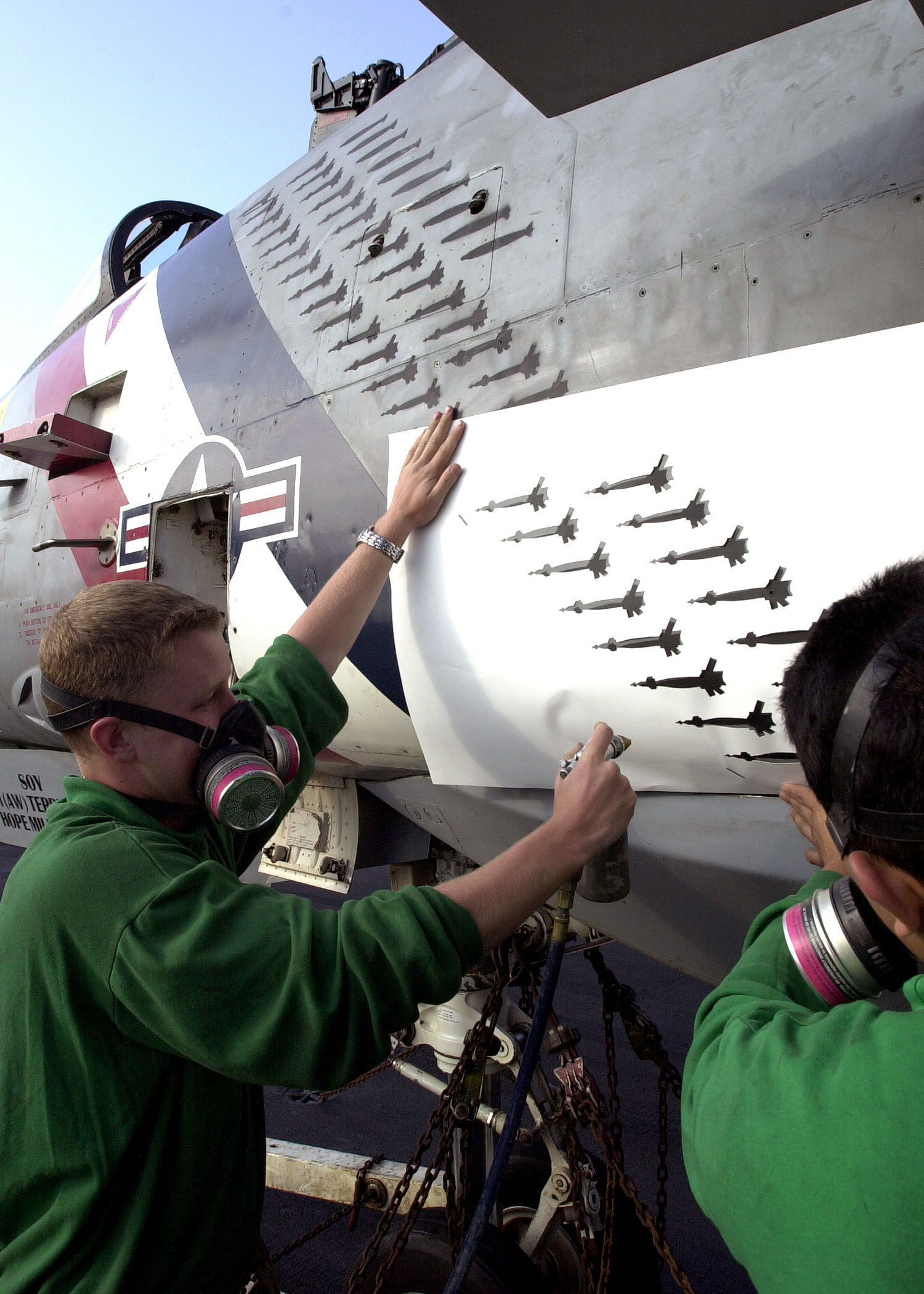
دو نظامی آمریکایی روی هواپیمای خود، علامت بمب را نقاشی کنند. این به تعداد پرتاب بمب‌هایی است که آن‌ها در طول نقش اسکادران در عملیات آزادی عراق (OIF) استفاده‌کرده‌اند. - ۲۰۰۳

علامت پیروزی (همچنین به عنوان علامت پیروزی ، مارک کشتن یا علامت کشته شدن) نمادی است که به وسیله شابلون یا به صورت برچسب روی بدنه هواپیما های جنگی نصب می شود و معرف پیروزی هوایی توسط خلبان یا خدمه پرواز است . استفاده از نشان غلبه در جنگ جهانی اول شروع و در جنگ جهانی دوم گسترش پیدا کرده است.